# Отрадовский сельский совет (Новотроицкий район)
Отрадовский сельский совет (укр. Одрадівська сільська рада) — входит в состав
Новотроицкого района
Херсонской области
Украины.
Административный центр сельского совета находится в 
с. Отрадовка
.

## История
- 1956 — дата образования.

## Населённые пункты совета
- с. Отрадовка